# Равнинный Карабах
Равни́нный Караба́х (азерб. Düzən Qarabağ) — восточная, равнинная часть Карабаха — историко-географической области в Азербайджане. Население Равнинного Карабаха составляют преимущественно азербайджанцы. 
Часть этой территории (город Агдам и часть Агдамского района) с начала 1990-х и до 2020 года находилась под контролем вооружённых формирований непризнанной Нагорно-Карабахской Республики. После Второй Карабахской войны, территория была возвращена под контроль Азербайджана.
До XX века под Карабахом понималась обширная территория, включающая горы и равнины (см. Нагорный Карабах). Вопрос разделения Карабаха на Нагорный и Равнинный является спорным: азербайджанцы рассматривают Карабах как часть единой географии, в то время как армянская точка зрения подчеркивает отдельность нагорной части с армянским большинством. 

## Равнинный Карабах в древности
Автохтонное население региона было представлено различными народностями, такими как утийцы, гаргарейцы, каспии и другие. Во II веке до н. э. они попали под власть Великой Армении.
Раннесредневековые армянские историки называют родоначальником-эпонимом племени утийцев, а также правителей областей Цавдек (часть Арцаха) и Пайтакаран некоего Арана, потомка Сисака — наместника Сюника (а через него — родоначальника армян Айка), которого мифический армянский царь Валаршак, разделивший Армению на провинции, назначил наместником (по более поздней версии — князем) этой области.
В 387 году провинции Утик и Арцах отходят от Великой Армении к вассальной от Персии Кавказской Албании, а Пайтакаран — к собственно персидским владениям.

В VII веке Анания Ширакаци описывает Пайтакаран как 11-ю провинцию Великой Армении, которой «ныне» (в VII в.) владеет Атрпатакан, а Утик как 12-ю провинцию, которой «владеют албанцы»: 
Ути, к западу от Аракса между Арцахом и рекою Курой, имеет 7 областей, которыми владеют албанцы: 1. Аранрот, 2. Три, 3. Ротпациан, 4. Агуэ, 5. Тучкатак, 6. Гардман, 7. Шикашен, 8. Собственный Ути с городом Партавом. Производит масличное дерево (ձիթենի), (огуречное или) китровое дерево, а из птиц встречается катак, (կատակ).

## Равнинный Карабах в средние века

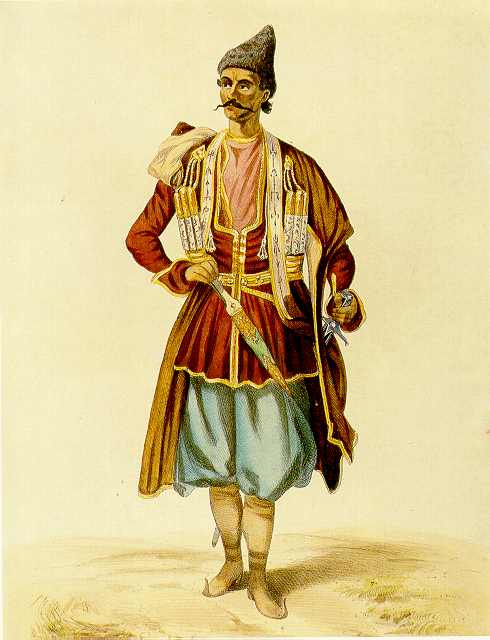
Бек из Карабаха. Рисунок Г. Гагарина (XIX в)

Арран переживает расцвет в раннем Средневековье, когда здесь возник город Перозабад (Партав, Бердаа), построенный царем Албании Ваче и ставший столицей государства. Затем он был завоёван арабами, и часть местного населения была исламизирована, тогда как на востоке сохранилось христианское население. По данным арабских географов X века, население Барды в тот период говорило на арранском (то есть албанском) языке, тогда как за Бардой (Нагорный Карабах) жили армяне. Город пришел в упадок после его разорения русами в X веке.
В XI веке регион подвергся нашествию тюрок-сельджуков, часть которых осела на равнинных землях и, смешавшись с местным населением, составила основу будущего азербайджанского этноса. В XIII веке через эти земли прошли монголо-татарские завоеватели. С XIV в. эта область получает тюрко-персидское название «Карабах», то есть «Чёрный сад» (первоначально — не только Карабахская, но и Муганская степь). Пастбища междуречья Куры и Аракса естественным образом продолжали привлекать кочевников, и в позднем Средневековье (XVI—XVIII века) здесь кочевали различные тюркские племена, из которых самыми значительными были отузики, кебирли и джеваншир.

## Карабахское ханство
В XVIII в. племя джеваншир было выселено из Равнинного Карабаха Надир-шахом в Хорасан, но после его смерти оно возвратилось в регион. Предводитель этого племени Панах провозгласил себя после смерти Надира-шаха ханом Карабаха и был утверждён в этом качестве правителем Персии Адиль-шахом. Мелик Варанды (армянское княжество в области Хамса, позднейший Нагорный Карабах) Шахназар, враждовавший с другими меликами, первый признал себя вассалом карабахского хана. Панах-хан построил крепость Шушу на месте, рекомендованном ему меликом Шахназаром, и сделал её столицей своего ханства.
Российский документ середины XVIII века сообщает:

Крепчайшее по местоположению селение здесь Шуша. Оно принадлежало мелику Шахназару варандинскому, который, поссорясь с другими двумя меликами Адамом (или Атамом) тарапертским и Юсупом (или Иосифом) игермидортским, союзными между собою издревле, вошёл в союз с Фона-Ханом (Пена-Ханом), не знатным владетелем кочующего близ Карабага Чаванширского (или Шаваншорского) татарского народа, по смерти Надыра; уступил ему Шушийскую деревню и, сделавшись ему с своим сигнахом покорным, соединённо с ним 20 лет вёл войну с оными своими неприятелями, двумя меликами.

Панах-Али хан подчинил своей власти армянских меликов Хамсы и распространил свою власть на значительные территории, периодически включавшие Гянджинское, Эриванское, Нахичеванское и Ардебильское ханства.
Таким образом возникло Карабахское ханство, в 1805 году вступившее под русский протекторат и упразднённое в 1823 году.
Карабах славился, между прочим, своей породой вороных коней («карабахские скакуны», в просторечии «карабахи»), высоко ценившиеся на Востоке, а с XIX века и в России. Эти лошади упоминаются, в частности, у Л. Н. Толстого. Офицеру конного Карабахского полка (мусульманская милиция) Фархад-беку, сражавшемуся под русскими знамёнами в 1826-29 годах (во время пребывания А. С. Пушкина в действующей армии), посвящено известное стихотворение Пушкина «Из Гафиза (Лагерь при Евфрате)»:

Не пленяйся бранной славой,

О красавец молодой!

Не бросайся в бой кровавый

С карабахскою толпой!

## Равнинный Карабах в XX веке
Почти весь XX век Равнинный Карабах входил в состав АзССР до провозглашения независимости Азербайджанской Республики.